# Leon IV. Hazar
Leon IV. Hazar (grško: Λέων Δ' ο Χάζαρος [Leōn IV o Hazaros]) , * 25. januar 750, 8. september 780, je bil cesar Bizantinskega cesarstva od leta 775 do 780.

## Življenjepis
Leon IV. je  bil sin cesarja Konstantina V. in njegove prve žene Irene Hazarske (Cicak). Njegov stari oče po materini strani je bil hararski vladar Bihar. Leta 751 je bil  kronan kot očetov socesar (kaisar). Leta 769 se je poročil z Ireno Atensko in leta 775 zasedel bizantinski prestol kot samostojen cesar.
Leta 776 je za socesarja okronal svojega sina Konstantina in zatrl prvega v nizu uporov, ki sta jih sprožila njegova polbrata Krištof in Nikefor. Oba zarotniška kandidata za bizantinski prestol so oslepili, ostrigli in izgnali.
Leon se je med svojim kratkotrajnim vladanjem bojeval z Abasidskim kalifatom, v katerem je vladal al-Mahdi. Leta 776 in 778 je poslal svojo vojsko v Sirijo, abasidska vojska pa je kljub temu leta 776, 779 in 780 uspešno vdrla v Malo Azijo.  
V nasprotju s svojim očetom in starim očetom je bil dokaj strpen do ikonodulov in je ponovno ustoličil ikonofilskega konstantinoplskega  patriarha. Na samem koncu svojega vladanja je leta 780 kljub temu aretiral in mučil nekaj svojih ikonodulskih uslužbencev. Do Bolgarov je vodil podobno politiko kot njegov oče. Pripravljal je pohod proti kanu Kardamu Bolgarskemu, vendar je umrl, še preden je dosegel kakšen pomemben uspeh. 
Na Leonovo vladanje je imela velik vpliv žena Irena, ki je po njegovi nenadni smrti postala skrbnica njunega sina in naslednika Konstantina VI..

## Družina
Leon je imel z ženo Ireno samo enega otroka:
- Konstantina VI., ki ga je nasledil na bizantinskem prestolu.